# Дамель, Ян

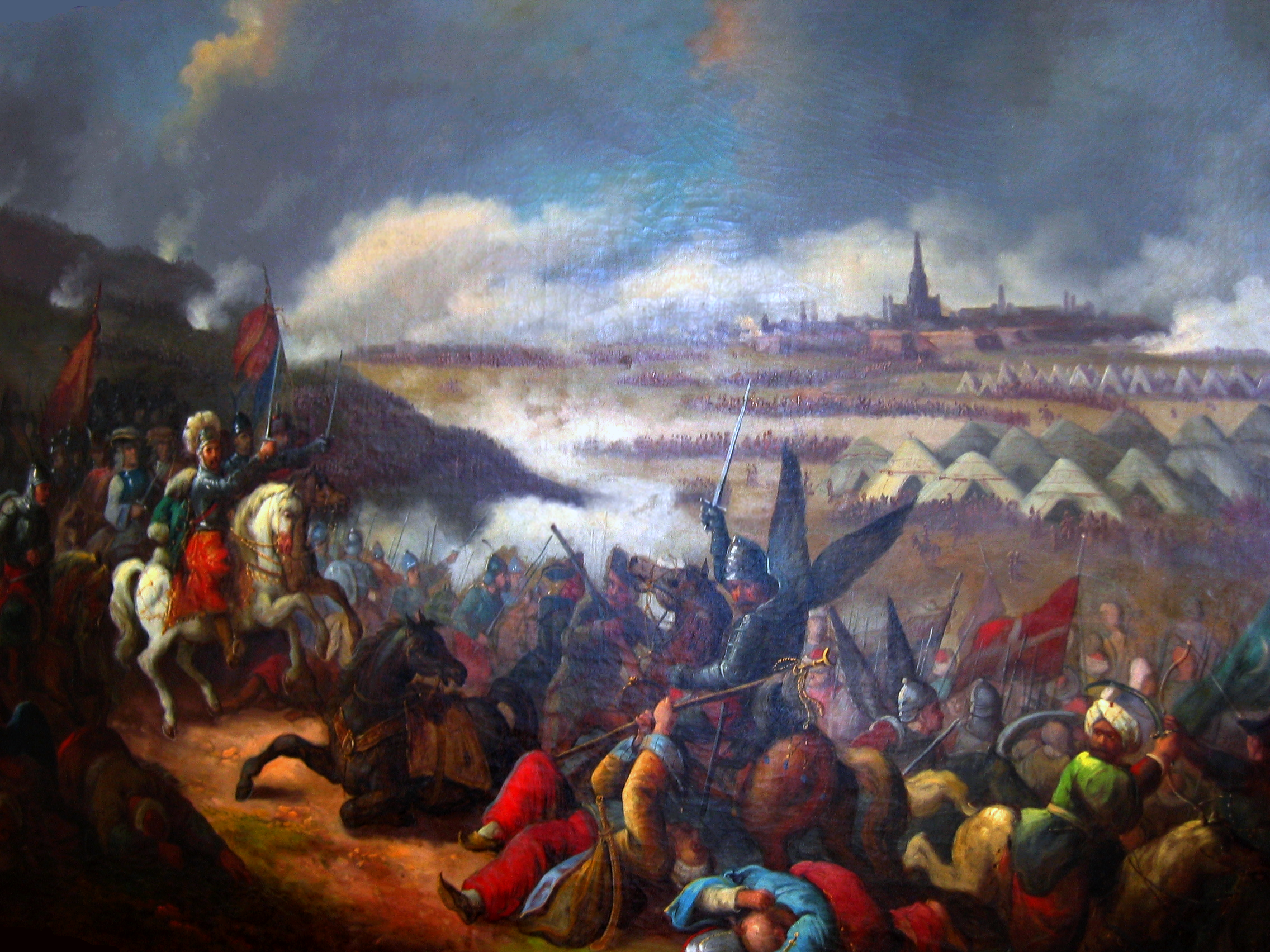
Картина Я. Дамеля Венская битва.

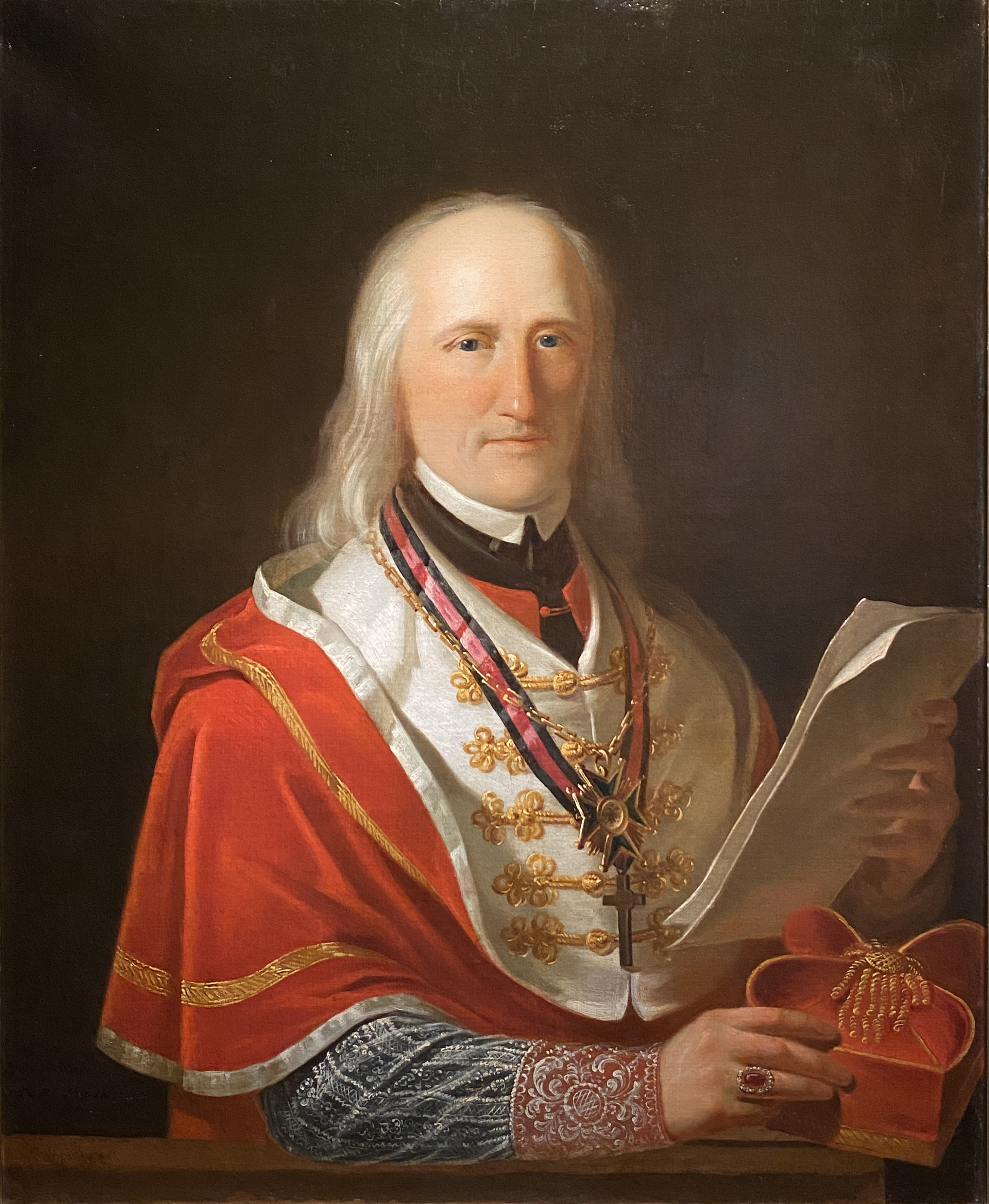
Архиепископ Станислав Богуш-Сестренцевич

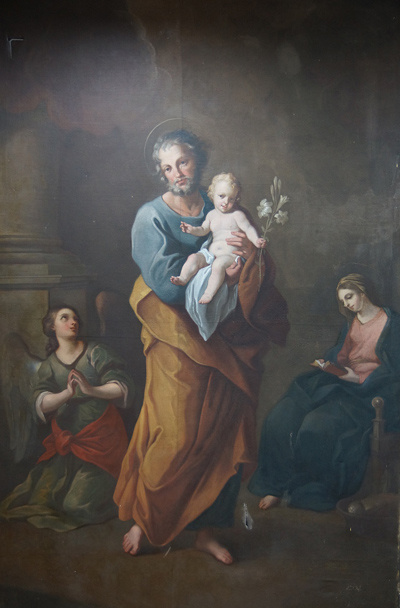
Святой Иосиф с ребенком Иисусом

Ян Кши́штоф Да́мель (пол. Jan Krzysztof Damel) (1780, Митаве — 30 августа 1840, Минск) — белорусско-польско-литовский художник первой половины XIX века. Представитель классицизма.

## Биография
Родился в Курляндском герцогстве в семье военного. Детство и школьные годы провел в Митаве. В 1797 году переехал на Жемайтию и жил в Жагарах.
С 1799 года обучался живописи в Виленском университете у Франциска Смуглевича и Яна Рустема, после обучения получил степень магистра изящных искусств.
В 1809 году стал мастером живописи, затем адъюнктом на кафедре живописи. В alma mater служил до 1820 года. Параллельно с учебой и работой в университете занимался творчеством.
В феврале 1815 года Дамель оказался под следствием по возбужденному делу против Цейзика, обвиненного в фальшивомонетничестве. Он был доставлен в Минск, где находился под стражей по крайней мере до июня 1816 года.
Его положение осложнялось ещё и тем, что в университете начались гонения на профессоров, которые в 1812 году выступили на стороне Наполеона. Изначально Дамель также связывал с «императором французов» надежды на восстановление независимости Литвы. Он охотно принял участие в оформлении торжества в честь Наполеона, которое состоялось в Вильне 15 августа 1812 года.
В 1820 году 40-летний художник был отправлен в ссылку в Сибирь. До 1822 года Дамель проживал в Тобольске. Побывал в эти годы в Иркутске, Томске, Енисейске. Расписывал в Сибири католические храмы и рисовал прекрасные сибирские пейзажи («Закат солнца в Тобольске»).
Вскоре на творчество и весёлый характер художника обратил внимание правитель Сибири — генерал-губернатор граф Михаил Сперанский, который содействовал возвращению Дамеля на родину. После возвращения из ссылки Дамель вплоть до своей смерти в 1840 году проживал в Минске. Похоронен в крипте Кальварийского костёла на минском Кальварийском кладбище. Вместо памятника над его могилой была повешена картина «Моление спасителя» («Моление о чаше»), которую художник считал лучшим своим произведением. В середине 1980-х годов картина попала в Национальный художественный музей Беларуси. В 2017 году белорусские реставраторы Александр Лагунович-Черепко и Екатерина Грачева восстановили картину. При реставрации открылись изображения трех апостолов, которых можно увидеть только при правильном освещении.

## Творчество
Ян Дамель писал преимущественно на исторические темы: «Смерть магистра крестоносцев Ульриха фон Юнгингена в битве под Грюнвальдом», «Крещение Ольги», «Смерть князя Понятовского», «Павел I освобождает из плена Костюшко», «Разбитые войска Наполеона в Вильне», «Переправа французов через Березину» (последняя не закончена), а также некоторые другие полотна.
Известны его произведения на религиозные темы («Положение во гроб», «Христос и самаритянка»). Икона «Святой Иосиф с ребенком Иисусом» (1811) находится в костеле Святого Тадеуша в Вишневе.
Известны также портреты князя Д. Радзивилла, графов Иоахима Хрептовича, К. Тышкевича, О. Хорвата с женой, ксендза Голянского, губернатора Гицевича, М. Равича с сыном, пейзажи Минска и его окрестностей («Водяная мельница», «Деревья под водой»), рисунки и зарисовки на темы быта народов Сибири. Кроме того, Дамель, как и многие художники того времени, отдал дань альбомному рисунку.
Творчество художника формировалось под влиянием классицизма, но в ряде его произведений чувствуется стремление к романтическому изображению действительности. Портретам Дамеля присуща тонкая психологическая характеристика.

## Память
Картины Яна Дамеля занимают почётное место в музеях Литвы и Польши, имеются работы и в Беларуси. В честь художника 27 июня 2005 года Министерство связи и информатизации Республики Беларусь выпустило художественный конверт с оригинальной маркой «225 лет со дня рождения Яна Дамеля».